# Volker Braun
Volker Braun (Drezda, 1939. május 7. –) német író. Munkái közé tartozik a Provokation für mich (Nekem provokáció) – egy 1959 és 1964 között írt és 1965-ben kiadott verseskötet, egy színdarab, a Die Kipper (A dömperek) (1972; 1962–1965 között írva), és a Das ungezwungene Leben Kasts (Kast féktelen élete) (1972).

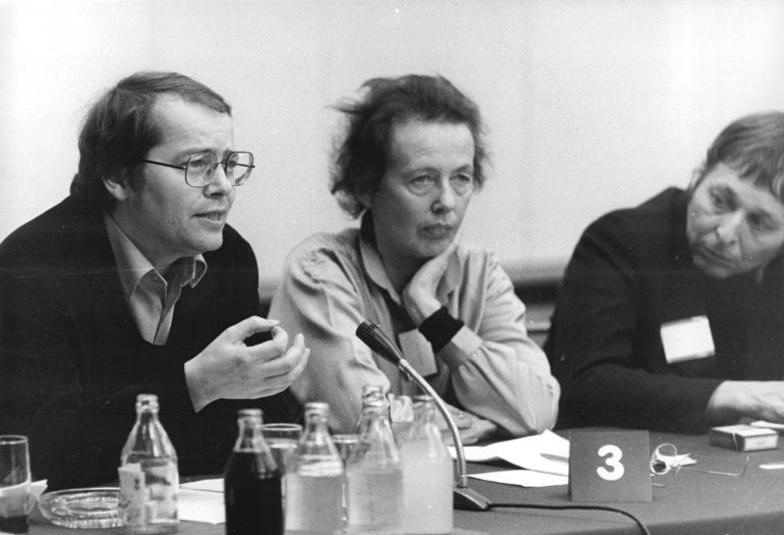
Volker Braun (balra), Ruth Berghaus rendező (középen) és Wieland Förster szobrász (jobbra) Berlinben, 1981

## Élete
Az érettségi után egy ideig az építőiparban dolgozott, majd filozófiát tanult Lipcsében. Ott a szocialista állam ellentmondásaival és reményeivel foglalkozott. 1960-ban belépett a SED-be. Ennek ellenére az NDK államával szemben kritikusnak számított, és gyakran csak taktikai ügyességgel sikerült elérnie, hogy prózáját és verseit kiadják.
Művei között versek, színdarabok, regények és novellák szerepeltek.
Írásai eleinte a szocializmus építése iránti kritikai lelkesedést tükrözték. 1965 és 1967 között Braun Helene Weigel meghívására a Berliner Ensemble művészeti vezetőjeként dolgozott. A prágai tavasz eseményei után egyre kritikusabban szemlélte az életet és a szocializmus reformlehetőségeit. Ezt követően a Stasi egyre intenzívebb ellenőrzés alá vonta. 1972-ben Braun a Deutsches Theater Berlin (Berlini Német Színház) munkatársa lett. 1976-ban azok között volt, akik aláírták a Wolf Biermann kiutasítása ellen tiltakozó petíciót. 1979-től ismét a Berliner Ensemble-ban tevékenykedett. 1981-ben megkapta a keletnémet Lessing-díjat, 1988-ban pedig a keletnémet nemzeti díjat.
Braun 1982-ben kilépett az NDK Írószövetségéből. Műveiben ekkoriban az NDK egyre nyomasztóbb életét írta le. Darabjainak szereplői rezignáltan mozogtak mozdulatlan díszletekben. A Diderot Jacques le fataliste et son maître című művén alapuló Hinze-Kunze-Roman 1985-ben kapta meg a kiadási engedélyt. Amikor megjelent, a befolyásos kritikus, Annalise Loeffler „abszurdnak” és „anarchistának” minősítette. Klaus Hoepke, az akkori kulturális miniszterhelyettes fegyelmi büntetést kapott, mert engedélyt adott a közzétételre.
1988-ban Braun megkapta az NDK nemzeti díját. Az 1989-es „békés forradalom” idején az NDK független „harmadik útjának” támogatója volt. A „Für unser Land” felhívás első aláírói között volt. Az újraegyesítést követően kritikusan foglalkozott az NDK összeomlásának okainak elemzésével. Ezzel kapcsolatban munkát vállalt a Wolfgang Fritz Haug által szerkesztett „Das Argument” című nyugat-marxista folyóiratnál.
1986-ban Braun megkapta Brema város irodalmi díját. 1992-ben megkapta a Schiller-emlékdíjat. Ösztöndíjat kapott a Villa Massimóban, 1994-ben pedig a Walesi Egyetem vendége volt. 1996-ban megkapta a Német Kritikusdíjat, tagja lett a Német Nyelvi és Irodalmi Akadémiának, a Szász Művészeti Akadémiának, és a Heidelbergi Egyetem költő-doktori állását töltötte be. 1998-ban Erwin Strittmatter-díjat, 2000-ben pedig Georg Büchner-díjat kapott. 1999 és 2000 között a Kasseli Egyetem Grimm fivérek-professzora volt. A berlini Művészeti Akadémia irodalmi szekciójának igazgatójává választják 2006-ban. 2008-ban megkapta a 2007-es ver.di-irodalmi díjat 2007-ben a „Das Mittagsmahl” (Ebéd) című elbeszéléséért.
Volker Braun Berlinben él.

## Válogatott művei
- Die Kipper, dráma (1965)
- Provokation für mich, vers (1965)
- Vorläufiges, vers (1966)
- Kriegs Erklärung (1967)
- Lenins Tod, dráma (1970)
- Wir und nicht sie, vers (1970)
- Die Kipper, dráma (1972)
- Gedichte, versek (1972)
- Gegen die symmetrische Welt, vers (1974)
- Es genügt nicht die einfache Wahrheit (1975)
- Unvollendete Geschichte, (1977)
- Training des aufrechten Gangs, vers (1979)
- Hinze-Kunze-Roman, regény (1985)
- Verheerende Folgen mangelnden Anscheins innerbetrieblicher Demokratie. Schriften (1988)
- Der große Frieden
- Der Wendehals (1995)
- Lustgarten Preußen (1996)
- Wir befinden uns soweit wohl. Wir sind erst einmal am Ende  (1998)
- Tumulus, versgyűjtemény (1999)
- Das Wirklichgewollte (2000)
- Das unbesetzte Gebiet, történelmi elbeszélés (2004)
- Das Mittagsmahl (Lunch), elbeszélés (2007)

### Magyarul megjelent
- Hans Kast kötetlen élete (Das ungezwungene Leben Kasts) – Európa, Budapest, 1978 · ISBN 963071566X · Fordította: Bor Ambrus
- A nagy megbékélés (Grosser Frieden) – Európa, Budapest, 1986 · ISBN 9630737272 · Fordította: Márton László
- Volker Braun versei – Európa, Budapest, 1986 · ISBN 9630738201 · Fordította: Petri György
- A Hincze-Kuncze-regény (Hincze-Kuncze-Roman) – Magvető, Budapest, 1988 · ISBN 9631413721 · Fordította: Györffy Miklós

## Film
- Der Verdacht (1991)
- "Zur Person: Volker Braun", Riport, 50 perc., szerző: Günter Gaus(wd) (1991)

## Fordítás
- Ez a szócikk részben vagy egészben  a   Volker Braun című angol Wikipédia-szócikk fordításán alapul.  Az eredeti cikk szerkesztőit annak laptörténete sorolja fel. Ez a jelzés csupán a megfogalmazás eredetét és a szerzői jogokat jelzi, nem szolgál a cikkben szereplő információk forrásmegjelöléseként.